# The Dark Angel
The Dark Angel é um filme norte-americano de 1935, do gênero drama, dirigido por Sidney Franklin  e estrelado por Fredric March e Merle Oberon.

## Notas de produção

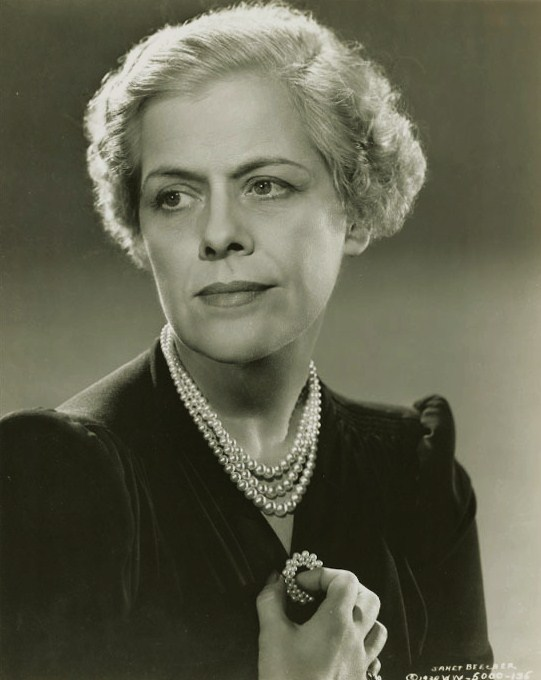
Janet Beecher em foto de divulgação de 1939. Após três décadas de teatro, estreou no cinema em 1933. Em seus parcos dez anos em Hollywood, interpretou, principalmente, mães bondosas. Em 1943, deixou as câmeras para sempre e retornou aos palcos. Faleceu em 1955, com 70 anos de idade.